# Stanisław Brunow
Stanisław Brunow herbu Trzy Belki (ur. ok. 1765 roku) – chorąży Gwardii Pieszej Litewskiej, marszałek konfederacji targowickiej w powiecie upickim, poseł upicki na sejm grodzieński (1793), członek konfederacji grodzieńskiej 1793 roku. 